# West Hunsbury
West Hunsbury är en civil parish i Northamptonshire i England. Skapad 1 april 2013.